# 이니고 에레혼
이니고 에레혼 할반(스페인어: Íñigo Errejón Galván, 1983 ~ )은 스페인의 사회운동가, 정치인, 정치학자이자 참여민주주의 운동가이다. 마드리드 시의회의 의원을 지냈으며, 중도좌파 정당인 마스 마드리드의 대표였다. 현재는 중도좌파 정당인 마스 파이스를 이끌고 있다. 포데모스 소속이었으나  파블로 이글레시아스 투리온과 갈등을 겪어 신당을 창당하였다.
1983년 마드리드에서 호세 안토니오 에레혼의 아들로 태어났다. 그는 청소년기 때부터 반자본주의적 성향을 가졌으며, 반자본주의 청년단에 가입하기도 하였다. 이니고 에레혼은 명문대학으로 알려진 마드리드 콤플루텐세 대학교에서 정치학을 전공하였다. 대학교에서 그는 여러 학생운동에 동참하였다. 2004년 마드리드 열차 폭탄 테러가 일어나자 그는 국민당 규탄 및 타도 집회를 주도하였다. 2006년 대학교를 졸업하고 대학원에 입학했다. 2006년, 그는 에보 모랄레스의 볼리비안 회의에 초청받았다. 이에 영향을 받아 2012년, 이니고 에레혼은 06-09년 볼리비아 최초 사회주의 정권의 헤게모니적 투쟁이라는 이름의 논문을 발표했고, 박사학위를 취득하였다.
2014년, 포데모스의 대표인 파블로 이글레시아스 투리온은 그를 2014년 EU 의회 선거 책임자로 임명하였다. 선거운동은 성공적이었고 포데모스는 신당임에도 불구하고 선방했다. 에레혼은 2015년 안달루시아 주의회 선거에서 총책임자로 임명되었다. 2019년 1월, 그는 포데모스를 창당하고 마스 마드리드라는 신당을 창당했다. 그의 정당은 마드리드 의회 선거에서 20석을 얻어 선전하였다. 2019년 9월 25일, 그는 참여민주주의를 표방하는 신당인 마스 파이스를 창당하고 당대표로 취임했다.
2015년, 그는 베네수엘라 연합사회당과 니콜라스 마두로, 우고 차베스를 옹호하였으며 베네수엘라 경제 위기를 부정하였다. 
2017년 이후, 그는 에보 모랄레스와 우고 차베스를 비롯한 21세기 사회주의 성향의 정치가들이 재앙을 일으켰다며 비난하였다.